# Volley League (femminile)
La Volley League è la massima serie del campionato greco di pallavolo femminile: al torneo partecipano dodici squadre di club greche e la squadra vincitrice si fregia del titolo di campione di Grecia.

## Albo d'oro
| Dal 1971 al 1982 la competizione è denominata Panellīnio Prōtathlīma |                           |                           |                           |
| 1971 Dettagli                                                        | Panathīnaïkos             | Īraklīs Salonicco         | -                         |
| 1972 Dettagli                                                        | Panathīnaïkos             | Kollegio Athīnōn          | Īraklīs Salonicco         |
| 1973 Dettagli                                                        | Panathīnaïkos             | ZAON                      | Īraklīs Salonicco         |
| 1974 Dettagli                                                        | ZAON                      | Panathīnaïkos             | -                         |
| 1975 Dettagli                                                        | ZAON                      | Panathīnaïkos             | Artemis Korydallou        |
| 1976 Dettagli                                                        | ZAON                      | Panathīnaïkos             | -                         |
| 1977 Dettagli                                                        | Panathīnaïkos             | ZAON                      | Arīs Salonicco            |
| 1978 Dettagli                                                        | Panathīnaïkos             | ZAON                      | AO Kavalas                |
| 1979 Dettagli                                                        | Panathīnaïkos             | Filathlītikos Salonicco   | ZAON                      |
| 1980 Dettagli                                                        | ZAON                      | Panathīnaïkos             | Filathlītikos Salonicco   |
| 1981 Dettagli                                                        | ZAON                      | Panathīnaïkos             | Filathlītikos Salonicco   |
| 1982 Dettagli                                                        | Panathīnaïkos             | Filathlītikos Salonicco   | Arīs Salonicco            |
| Dal 1982 al 1968 la competizione è denominata A' Ethnikī             |                           |                           |                           |
| 1982-83 Dettagli                                                     | Panathīnaïkos             | ZAON                      | Filathlītikos Salonicco   |
| 1983-84 Dettagli                                                     | Filathlītikos Salonicco   | Panathīnaïkos             | Arīs Salonicco            |
| 1984-85 Dettagli                                                     | Panathīnaïkos             | Filathlītikos Salonicco   | Iōnikos Neas Filadelfeias |
| 1985-86 Dettagli                                                     | Filathlītikos Salonicco   | Panathīnaïkos             | Iōnikos Neas Filadelfeias |
| 1986-87 Dettagli                                                     | Filathlītikos Salonicco   | Panathīnaïkos             | Iōnikos Neas Filadelfeias |
| 1987-88 Dettagli                                                     | Panathīnaïkos             | Filathlītikos Salonicco   | ZAON                      |
| 1988-89 Dettagli                                                     | Iōnikos Neas Filadelfeias | Filathlītikos Salonicco   | Panathīnaïkos             |
| 1989-90 Dettagli                                                     | Panathīnaïkos             | Iōnikos Neas Filadelfeias | Filathlītikos Salonicco   |
| Dal 1990 al 2017 la competizione è denominata A1 Ethnikī             |                           |                           |                           |
| 1990-91 Dettagli                                                     | Panathīnaïkos             | Iōnikos Neas Filadelfeias | ZAON                      |
| 1991-92 Dettagli                                                     | Panathīnaïkos             | Panellīnios               | ZAON                      |
| 1992-93 Dettagli                                                     | Panathīnaïkos             | Iōnikos Neas Filadelfeias |                           |
| 1993-94 Dettagli                                                     | Iōnikos Neas Filadelfeias | Panathīnaïkos             | Filathlītikos Salonicco   |
| 1994-95 Dettagli                                                     | Vrilīssiōn                | Panathīnaïkos             | Filathlītikos Salonicco   |
| 1995-96 Dettagli                                                     | Vrilīssiōn                | Iōnikos Neas Filadelfeias | Panathīnaïkos             |
| 1996-97 Dettagli                                                     | Vrilīssiōn                | Panathīnaïkos             | Iōnikos Neas Filadelfeias |
| 1997-98 Dettagli                                                     | Panathīnaïkos             | Vrilīssiōn                | Filathlītikos Salonicco   |
| 1998-99 Dettagli                                                     | Vrilīssiōn                | Panathīnaïkos             | Filathlītikos Salonicco   |
| 1999-00 Dettagli                                                     | Panathīnaïkos             | Filathlītikos Salonicco   | Vrilīssiōn                |
| 2000-01 Dettagli                                                     | Panellīnios               | Panathīnaïkos             | Filathlītikos Salonicco   |
| 2001-02 Dettagli                                                     | Panellīnios               | Filathlītikos Salonicco   | Vrilīssiōn                |
| 2002-03 Dettagli                                                     | Filathlītikos Salonicco   | Panathīnaïkos             | Vrilīssiōn                |
| 2003-04 Dettagli                                                     | Vrilīssiōn                | Panellīnios               | Panathīnaïkos             |
| 2004-05 Dettagli                                                     | Panathīnaïkos             | Filathlītikos Salonicco   | Apollōnios                |
| 2005-06 Dettagli                                                     | Panathīnaïkos             | Markopoulo                | Panellīnios               |
| 2006-07 Dettagli                                                     | Panathīnaïkos             | Olympiakos                | Panellīnios               |
| 2007-08 Dettagli                                                     | Panathīnaïkos             | Olympiakos                | Markopoulo                |
| 2008-09 Dettagli                                                     | Panathīnaïkos             | Olympiakos                | Īraklīs Salonicco         |
| 2009-10 Dettagli                                                     | Panathīnaïkos             | Olympiakos                | Markopoulo                |
| 2010-11 Dettagli                                                     | Panathīnaïkos             | Olympiakos                | AEK Atene                 |
| 2011-12 Dettagli                                                     | AEK Atene                 | Olympiakos                | Panathīnaïkos             |
| 2012-13 Dettagli                                                     | Olympiakos                | AEK Atene                 | Īraklīs Kīfisias          |
| 2013-14 Dettagli                                                     | Olympiakos                | AEK Atene                 | Panathīnaïkos             |
| 2014-15 Dettagli                                                     | Olympiakos                | Panathīnaïkos             | Pannaxiakos               |
| 2015-16 Dettagli                                                     | Olympiakos                | Thīras                    | Panathīnaïkos             |
| 2016-17 Dettagli                                                     | Olympiakos                | Pannaxiakos               | Panathīnaïkos             |
| Dal 2017 la competizione è denominata Volley League                  |                           |                           |                           |
| 2017-18 Dettagli                                                     | Olympiakos                | Arīs Salonicco            | Thīras                    |
| 2018-19 Dettagli                                                     | Olympiakos                | Pannaxiakos               | Thīras                    |
| 2019-20 Dettagli                                                     | Olympiakos                | Thīras                    | Pannaxiakos               |
| 2020-21 Dettagli                                                     | Non assegnato             | Non assegnato             | Non assegnato             |
| 2021-22 Dettagli                                                     | Panathīnaïkos             | Olympiakos                | PAOK                      |
| 2022-23 Dettagli                                                     | Panathīnaïkos             | Olympiakos                | PAOK                      |
| 2023-24 Dettagli                                                     | Panathīnaïkos             | Olympiakos                | AEK Atene                 |

## Palmarès
| Squadra                   | Titolo | Stagione |
| ------------------------- | ------ | --- |
| Panathīnaïkos             | 26     | 1971, 1972, 1973, 1977, 1978, 1979, 1982, 1982-83, 1884-85, 1987-88, 1989-90, 1990-91, 1991-92, 1992-93, 1997-98, 1999-00, 2004-05, 2005-06, 2006-07, 2007-08, 2008-09, 2009-10, 2010-11, 2021-22, 2022-23, 2023-24 |
| Olympiakos                | 8      | 2012-13, 2013-14, 2014-15, 2015-16, 2016-17, 2017-18, 2018-19, 2019-20 |
| ZAON                      | 5      | 1974, 1975, 1976, 1980, 1981 |
| Vrilīssiōn                | 5      | 1994-95, 1995-96, 1996-97, 1998-99, 2003-04 |
| Filathlītikos Salonicco   | 4      | 1983-84, 1985-86, 1986-87, 2002-03 |
| Iōnikos Neas Filadelfeias | 2      | 1988-89, 1993-94 |
| Panellīnios               | 2      | 2000-01, 2001-02 |
| AEK Atene                 | 1      | 2011-12 |